# 대한가맹거래사협회
대한가맹거래사협회(大韓加盟去來士協會, Fair Trade Attorney Association ; FTAA)는 국가자격사인 가맹거래사 제도를 통해 건전한 프랜차이즈 시장발전과 가맹사업거래의 공정화에 이바지하기 위하여 설립된 사단법인이다. 서울특별시 서울 서초구 서초대로78길 44 506호에 있다.

## 관련 근거
- 가맹사업거래의 공정화에 관한 법률[4]

## 연혁
- 2004년 6월      사단법인 대한가맹사업거래상담자협회[5]
- 2007년 4월 23일 사단법인 대한가맹거래사협회로 개편[6]
- 2012년 1월      제4대 유승종 협회장 취임
- 2013년 1월 23일 제5대 최보선 협회장 취임[7]
- 2015년 1월      제6대 김승완 협회장 취임
- 2015년 3월      협회 사무실 이전 (서울특별시 서초구 → 서울특별시 강남구)
- 2015년 7월      협회 관리운영위원회 설치
- 2015년 10월      사단법인 대한가맹거래사협회 상표 등록
- 2016년 2월      소상공인불공정거래행위피해상담센터(소상공인 울화통) 운영

## 조직

### 위원회
- 법제조사위원회
- 브랜드인증평가위원회
- 대외협력위원회
- 교육위원회
- 홍보위원회
- 가맹점피해구제위원회

## 지부
- 전주전북지부
- 부산경남지부

## 같이 보기
- 한국공정거래조정원
- 한국프랜차이즈협회